# Falkbergen
Falkbergen är ett naturreservat i Valdemarsviks kommun i Östergötlands län.
Området är naturskyddat sedan 2019 och är 26 hektar stort. Reservatet ligger ligger utmed Yxningens östra strand. Reservatet består av  hällmarker med ålderstigna tallar bergsklyftor med granskog och en och annan gammal asp. Här finns också branter och steniga partier med lövträd som ek och björk.